# ويليام ثريلفول
ويليام ثريلفول (بالألمانية: William Threlfall)‏ هو رياضياتي ألماني، ولد في 25 يونيو 1888 في درسدن في ألمانيا، وتوفي في 4 أبريل 1949 في Oberwolfach ‏ في ألمانيا.